# Hans Andrias Djurhuus
Hans Andrias Djurhuus, egentligen Hans Andreas Djurhuus, vanligtvis förkortat till Hans A. Djurhuus, född 20 oktober 1883 i Tórshavn, död 6 maj 1951, var en färöisk lärare och diktare.

## Biografi
Hans Andrias Djurhuus var son till Óla Jákup Djurhuus och Else Marie (född Poulsen från Hósvík). Han två år äldre bror Janus Djurhuus blev också en berömd diktare. Det sägs att Janus är Färöarnas mest respekterade diktare, men att Hans Andrias är den folkkäraste. Han var gift med Jutta Ziska från Köpenhamn. Efter hennes död gifte han om sig med Petra Petersen från Nólsoy.
Som många av sina landsmän for han som fiskare ut till sjön på en slup. Detta var en stor inspirationskälla till hans första sång om havet. Efter sin lärarexamen år 1905 blev han lärare i Klaksvík, Tórshavn, Sandavágur (1909–1916) samt i Tvøroyri (1916–1919). Från 1919 till sin död år 1951 var han docent på lärarskolan i Tórshavn.
Liksom sin bror Janus räknas Hans Andrias till de första moderna diktarna på Färöarna. I motsättning till den klassiska filologen Janus var hans språk mer lättförståeligt. De två bröderna var ivriga förkämpar för nationalbevarelsen, men Janus hemlandsförkärlek var problemfylld då de ofta betraktade sina landsmän som svaga. Hans Andrias patriotism var däremot okomplicerad och omedelbar.
År 1905 debuterade han med Hin gamla søgan (Den gamla sagan). En av hans barnsånger som han skrev under tiden från 1915 till 1919 kom med i ungdomsbokserien Varðin. För under femtio år var detta Färöarnas enda barnsång och är en del av det färöiska kulturarvet. Regin Dahl komponerade melodier till hans sånger och låten finns med på Annika Hoydals skiva Til børn og vaksin (Till barn och vuxna). Med dessa stycken är den sedan 1975 klassad som en färöisk klassiker.
Men Hans Andrias Djurhuus skrev inte bara dikter för barn och vuxna, han skrev även prosaverk, några skådespel, noveller och skolböcker.

## Titlar och priser
Hans Andrias Djurhuus var ytterst engagerad i olika färöiska samfund, bland annat i:
- Føroya Forngripafelag (Färöarnas museumförening) som förman.
- Färöarnas Nationalbibliotek som förman.
- Barnahjálpargrunnin (Barnhjälpsfonden) som förman.
- Havnar Sjónleikarafelag (Tórshavns skådespelarförening) som förman.
- Føroya Forngripafelag (Färöingaföreningen) som äresmedlem.
- Føroya Lærarafelag (Färöarnas lärarförening) som äresmedlem.
- Havnar Klubba (Tórshavns klubb) som äresmedlem.
- Riddare av St. Ólavskorset av första klass.
- Prisad med frimärke år 1984.

## Verk
Djurhuus verk är skrivna på färöiska och med undantag för enskilda dikter inte översatta till några andra språk.
- Hans A. Djurhuus: Ritsavn, illustrationer av William Heinesen. Tórshavn: H.N. Jacobsens Bókahandil, 1952–1958 - 7 band (samlade verk).

### Diktsamlingar
- 1905: Hin gamla søgan
- 1915: Barnarímur ("Barnrim")
  - Barnarímur. Illustrationer av Elinborg Lützen. Tórshavn: Bókadeild Føroya Lærarafelags, 2000 - 89 sidor. ISBN 99918-1-237-7
- 1916: Hildarljóð
- 1922: Søgumál. Tórshavn: Felagið Varðin - 126 sidor
- 1925: Sjómansrímur
  - Regin Dahl:  16 sjómansrímur efter H.A. Djurhuus; kompositioner: Kristian Blak (del ett och två) och Pauli í Sandagerði (tredje delen); notskrift: Hans Jacob Egholm; indbindning: Janus Kamban; illustrationer: Anna Maria Dahl. - Tórshavn: Orð og Løg, 1993. (16 sjömanssånger efter H.A. Djurhuus, nodeheft)
- 1932: Halgiljóð. Tórshavn: Varðin - 52 sidor
- 1934: Morgun- og kvøldsálmar ("Morgon- och aftonpsalmer")
- 1934: Undir víðum lofti. Tórshavn: Varðin - 415 sidor (Utvalda dikter)
  - Undir víðum lofti Egið forlag, 1970 - 274 sidor
- 1936: Yvir teigar og tún.  Tórshavn: Varðin - 345 sidor (Utvalda dikter)
- 1936: Havet sang

### Skådespel
- 1908: Marita
- 1917: Annika
- 1930: Álvaleikur
- 1930: Eitt ódnarkvøld
- 1933: Traðarbøndur
- 1935: Ólavsøkumynd
- 1936: Løgmansdótturin á Steig
- 1947: Leygarkvøld í Bringsnagøtu
  - Eitt leygarkvøld í Bringsnagøtu : dreymaleikur Tórshavn: Varðin, 1947 - 61 Sidor.